# Roberto Bacci (regista)
Roberto Bacci (Pisa, 1º luglio 1949) è un regista teatrale italiano.

## Biografia

### Formazione
La sua formazione da regista comincia da autodidatta: in seguito alla lettura del libro su Jerzy Grotowski scritto da Eugenio Barba, Alla ricerca del teatro perduto, scrive una lettera all'Odin Teatret e viene invitato ad Holstebro, in Danimarca, per conoscere la compagnia. Si laurea nel 1972 in Storia del Teatro all'Università di Pisa, con una tesi dal titolo Teatro e Alchimia, che prende vita dallo spettacolo Min Fars Hus, dell'Odin Teatret, con regia di Eugenio Barba.

### Il Centro per la Sperimentazione e la Ricerca Teatrale
Tra il 1971 e il 1972 viene chiamato dall'avvocato Giorgio Angiolini e dall'industriale Dario Marconcini, entrambi pontederesi, per fare da regista alla loro piccola compagnia amatoriale, il Piccolo Teatro di Pontedera. Grazie al sostegno dell'amministrazione comunale, il Piccolo Teatro di Pontedera diviene un'associazione e nel 1974 nasce, su un modello di autoformazione col quale poter invitare delle esperienze formative, il Centro per la Sperimentazione e la Ricerca Teatrale, nella sede della vecchia biblioteca comunale Villa Crastan.
Con il Centro, di cui è direttore artistico, realizza progetti in Italia e all'estero, entrando in contatto con importanti artisti come Jerzy Grotowski, Eugenio Barba, Peter Brook, Anatolij Vassil'ev, Raúl Ruiz, Julian Beck e Judith Malina del Living Theatre.
Verso la fine degli anni ‘70, invitano diversi attori del Teatr Laboratorium di Grotowski a fare seminari e laboratori a Pontedera: Anthony Joholkowski, Zygmund Molik, Ludwig Flaszen, Rena Mirecka. La compagnia viene anche invitata a Wroclaw al Teatr Laboratorium.
Grotowski, esule dalla Polonia e desideroso di tornare in Europa dopo un periodo negli Stati Uniti, si trasferisce a Pontedera per sviluppare il suo lavoro proprio con Roberto Bacci e il suo Centro, che nel frattempo si è trasferito nella sede storica di Via Manzoni. 
Nelle sale del Teatro di Via Manzoni, che negli anni successivi diverrà il simbolo della sperimentazione teatrale in Italia, passeranno tutti i grandi nomi del teatro contemporaneo di ricerca e spesso tra gli spettatori, un po' defilato, si poteva riconoscere Jerzy Grotowski.

### Roberto Bacci e la direzione dei festival
Nel 1978 assume la direzione artistica del Festival Internazionale del Teatro in Piazza di Santarcangelo di Romagna assieme a Antonio Attisani e Ferruccio Merisi, e dirigendolo poi da solo dal 1984 al 1989.
Negli anni successivi diresse poi il Festival Internazionale VolterraTeatro e Passaggio a Pontedera.

### Altre attività
Dal 2015 è, insieme a Gabriele Lavia, il direttore artistico della Fondazione Teatro della Toscana.
Dal 2002 al 2015 è stato direttore artistico della sezione teatrale del Festival Fabbrica Europa a Firenze.
Svolge attività pedagogica con registi ed attori all'interno dei corsi di formazione e presso teatri ed istituti italiani e stranieri, ed i suoi spettacoli vengono presentati sia in Europa, che in America Latina e Medio Oriente.
Ha collaborato con il Teatro Nazionale Rumeno Cluj-Napoca, con cui ha realizzato tre spettacoli: nel 2012 Hamlet essere, un altro Amleto, spettacolo ancora rappresentato ogni mese a Cluj,  Il giardino dei ciliegi di Anton Čechov, che ha debuttato il 27 aprile 2014 al Teatro Nazionale Rumeno Cluj-Napoca e Don Juan di Molière, che ha debuttato il 25 settembre 2016 sempre al Teatro Nazionale di Cluj Napoca in Romania. 
Ha curato per la RAI (Radio Televisione Italiana) due serie di documentari su argomenti teatrali, uno intitolato Nuovi territori del teatro, incentrato su giovani compagnie teatrali e uno intitolato I cinque sensi del teatro incentrato su cinque diverse filosofie teatrali: Il teatro vivente, Odin Theatret, Jerzy Grotowski, Peter Brook e Roberto Bacci. 
Dal 2004 dirige, insieme a Carla Pollastrelli, la collana Oggi, del teatro, fondata da Fabrizio Cruciani nel 1980 e pubblicata dalla casa editrice ETS di Pisa e in seguito, dal 2006, da La casa Usher di Firenze, che ha ripreso la propria attività proprio con le pubblicazioni di questa collana.
Roberto Bacci è inoltre, dall'anno accademico 2015/2016, Docente di Regia Teatrale all'Università degli Studi di Pisa, per il corso di Laurea Magistrale in "Storia e forme delle arti visive, dello spettacolo e dei nuovi media"

## Spettacoli
- Macbeth (1974)
- Arme e santo (1977)
- On the road: per strada pietre e genti (1977)
- Il capitano e trappola (1977)
- Vestition d'antan - Dedicato al guardaroba di Eleonora Duse (1979)
- Un po' per non morire - Veglie di Giacomo Puccini (1981)
- Allo specchio ricurvo - Concerto all'italiana di arie e poesie pucciniane (1981)
- Zeitnot - Serve tempo (1984, ispirato a Il settimo sigillo e Il volto di Ingmar Bergman)
- Il giardino (1982, trascrizione per otto attori da Il giardino dei ciliegi di Anton Čechov)
- L'uomo dal fiore in bocca (1982 e 1993)
- La grande sera (1985)
- Macello (1985)
- Laggiù soffia - Viaggio intorno al mondo (1986)
- Vietato arrampicarsi sugli alberi (1987, da Il barone rampante di Italo Calvino)
- Era - Viaggio nelle due città (1988)
- In carne ed ossa - Viaggio nella mente che sogna (1990)
- Fratelli dei cani (1992, da Le storie di Giacobbe di Thomas Mann)
- Il cielo per terra - Circo dei numeri spirituali (1994)
- Nostos - Sogno di Itaca (1995)
- Nulla molte stelle (1995)
- Danza di legno (1995)
- Fiabe nazi (1996)
- Agilulfo una rigorosa inesistenza (1996)
- La vita difettosa (1997)
- Oblomov - Quando ci si sveglia si è morti (1999)
- Ciò che resta (2000, ispirato a La montagna incantata di Thomas Mann)
- Il raglio dell'asino (2003, ispirato a L'idiota di Fëdor Dostoevskij)
- La poltrona scura (2004, dalla raccolta Berecche e la guerra, tre novelle di Luigi Pirandello: I piedi sull'erba, La carriola, Il soffio )
- Eros e Priapo - Da furore a cenere (2005, da Libro delle Furie di Carlo Emilio Gadda)
- Aspettando Godot (2005)
- Amleto - Essere pronti è tutto (2006)
- Amleto - Nella Carne il Silenzio (2008)
- Mutando riposa (2009)
- L'ospite segreto (2009)
- Abito (2010, ispirato a Il libro dell'inquietudine di Fernando Pessoa)
- Gengè (2011, da Uno, nessuno e centomila di Luigi Pirandello)
- Hamlet (2012, Teatro Nazionale Rumeno di Cluj Napoca)
- Tu! Ognuno è benvenuto (2013, liberamente ispirato ad America di Franz Kafka)
- Livada De Visini (2014, da Il giardino dei ciliegi di Anton Čechov. Teatro Nazionale Rumeno di Cluj Napoca)
- Alla luce - Una partita a carte tra quattro ciechi, al confine della nostra notte (2014, di Michele Santeramo)
- 2x2=5 - L'uomo dal sottosuolo (2015, da Memorie dal sottosuolo di Fëdor Dostoevskij)
- Lear (2016, da Re Lear di William Shakespeare)
- Don Juan (2016,  da Molière. Teatro Nazionale Rumeno di Cluj Napoca)
- Il Nullafacente (2017, di Michele Santeramo)
- Quasi una vita. Scene dal Chissàdove (2018)
- Svegliami (2020, di Michele Santeramo)

## Premi e riconoscimenti
- Premio CEE Europa della Cultura per il Festival Volterrateatro (1991)
- Premio AGIS Critica Teatrale per il progetto artistico del Festival Volterrateatro '95 (1996)
- Premio UBU per Laggiù soffia, regia di Roberto Bacci (1987)
- Premio APCA (Associazione dei critici di teatro di S. Paolo – Brasile) come miglior spettacolo del 2003 per La Poltrona Scura, regia di Roberto Bacci (2004)